# Christopher Dawson
Christopher Dawson (12 de octubre de 1889, Hay Castle, Gales - 25 de mayo de 1970, Budleigh Salterton, Yorkshire, Inglaterra) fue un historiador británico.

## Biografía
Proveniente de una familia anglo-católica, se convirtió al catolicismo en 1914.
Estudió Historia y Sociología en Winchester College y Oxford, y dictó cursos de Filosofía de la Historia y Filosofía de la Cultura en varias universidades del Reino Unido y Estados Unidos (MIT, en el otoño de 1958). Escribió numerosos ensayos recopilados en más de quince volúmenes.

## Obra
Dawson tiene una visión original e interesante de la Historia y considera que las causas últimas de los procesos históricos son las fuerzas espirituales. En sus numerosos ensayos analiza con profundidad temas tan dispares como la evolución de la ciudad moderna, la cultura literaria de la Edad Media o el significado de la cultura occidental.
Propuso que la Iglesia católica medieval fue un factor esencial en el nacimiento de la civilización europea, y escribió extensamente para sostener esa tesis.
La obra que tal vez representa mejor su tesis global es Dinámica de la Historia Universal. En este volumen analiza, entre otros temas, los orígenes de Roma, la idea de progreso en la cultura occidental, la cuestión de la metahistoria y la concepción cristiana de la Historia. Además, analiza la visión de otros grandes historiadores como Arnold J. Toynbee, Oswald Spengler y San Agustín de Hipona, entre otros.

## Obras en inglés
- The Age of Gods (1928)[2][3][4][5]
- Progress and Religion (1929)
- Christianity and the New Age (1931)
- The Making of Europe: An Introduction to the History of European Unity (1932)[2][6][7][8]
- The Spirit of the Oxford Movement (1933)[9]
- Enquiries into Religion and Culture (1933)[10]
- Medieval Religion and Other Essays (1934)
- Religion and the Modern State (1936)[11]
- Beyond Politics (1939)[12]
- The Judgment of the Nations (1942)[13]
- Gifford Lectures 1947–49
  - Religion and Culture (1948) ISBN 0-404-60498-6
  - Religion and the Rise of Western Culture (1950) ISBN 0-385-42110-9
- Understanding Europe (1952)[14]
- Medieval Essays (1954)
- Dynamics of World History (1957) edited by John J. Mulloy, with others[15][16][17]
- The Movement of World Revolution (1959)[18]
- Progress and Religion: An Historical Enquiry (1960) with others[19]
- The Historic Reality of Christian Culture (1960)
- The Crisis of Western Education: With Specific Programs for the Study of Christian Culture (1961)[20][21][22][23][24]
- The Dividing of Christendom (1965)[25]
- Mission to Asia (1966) [Originally published: The Mongol mission (1955)]
- The Formation of Christendom (1967)
- The Gods of Revolution (1972)
- Religion and World History (1975)
- Christianity and European Culture: Selections from the Work of Christopher Dawson edited by Gerald J. Russello[26]

## Ediciones en español
- Christopher Dawson (2015). Los dioses de la Revolución. Ediciones Encuentro. ISBN 978-84-9055-113-4.
- Christopher Dawson (2007). Los orígenes de Europa. Ediciones Rialp. ISBN 978-84-321-3617-7. (enlace roto disponible en Internet Archive; véase el historial, la primera versión y la última).
- Christopher Dawson (2006). Historia de la Cultura Cristiana. Fondo de Cultura Económica USA. ISBN 9789681677831.
- Christopher Dawson (2000). El espíritu del Movimiento de Oxford. Ediciones Rialp. ISBN 978-84-321-3301-5. (enlace roto disponible en Internet Archive; véase el historial, la primera versión y la última).
- Christopher Dawson (1956). Situación actual de la cultura europea. Ateneo. ISBN 978-84-321-0391-9.
- Christopher Dawson (1962). La crisis de la educación occidental. Emecé Editores. ISBN 978-84-321-1336-9.
- Christopher Dawson (1961). Dinámica de la historia universal. Rialp. ISBN 978-84-321-0003-1.
- Christopher Dawson (1995). La religión y el origen de la cultura occidental. Encuentro Ediciones. ISBN 978-84-7490-374-4.
- Christopher Dawson (1964). Progreso y religión, Editorial Huemul (Buenos Aires).
- Christopher Dawson (1960). Ensayos acerca de la Edad Media, Aguilar S.A. de Ediciones (Madrid).
- Jaime Antúnez (2007). Filosofía de la historia en Christopher Dawson. Encuentro. ISBN 9788474908381.[27]